# Kvadrat (algebra)
Kvadrát je v matematiki najpogosteje rezultat množenja števila s samim seboj. Za označevanje te enočlene operacije se uporablja glagol »kvadrirati« in glagolnik »kvadriranje«. Kvadriranje je enako kot 'dvigovanje' (potenciranje) na potenco 2 in je označeno z nadpisom 2. Na primer, kvadrat števila 3 se lahko zapiše kot {\displaystyle 3^{2}\!\,}, kar je število 9. V nekaterih primerih, ko nadpisi niso na voljo, na primer v programskih jezikih ali datotekah z golim besedilom, se namesto x2 lahko uporabi oznaka x^2 (kareta) ali x**2. Pridevnik, ki ustreza kvadriranju, je kvadratni.
Kvadrat celega števila se lahko imenuje tudi kvadratno število ali popolni kvadrat.
V algebri se operacija kvadriranja pogosto posplošuje na polinome, druge izraze ali vrednosti v sistemih matematičnih vrednosti, ki niso števila. Na primer, kvadrat linearnega polinoma {\displaystyle x+1\!\,} je kvadratni polinom {\displaystyle (x+1)^{2}=x^{2}+2x+1\!\,}.
Ena od pomembnih lastnosti kvadriranja, tako za števila kot tudi v mnogih drugih matematičnih sistemih, je, da je (za vsa števila {\displaystyle x\!\,}) kvadrat {\displaystyle x\!\,} enak kvadratu njegovega aditivnega inverza {\displaystyle -x\!\,}. To pomeni, da kvadratna funkcija izpolnjuje enakost {\displaystyle x^{2}=(-x)^{2}\!\,}. To se lahko izrazi tudi tako, da se kvadratna funkcija označi kot soda funkcija.

## V realnih številih
Operacija kvadriranja definira funkcijo realne spremenljivke, imenovano kvadratna funkcija ali funkcija kvadriranja. Njena domena je celotna realna premica, njena slika pa je množica nenegativnih realnih števil.
Kvadratna funkcija ohranja vrstni red pozitivnih števil: večja števila imajo večje kvadrate. Z drugimi besedami, kvadrat je monotona funkcija na intervalu {\displaystyle [0,+\infty )\!\,}. Na negativnih številih imajo števila z večjo absolutno vrednostjo večje kvadrate, zato je kvadrat monotono padajoča funkcija na {\displaystyle [-\infty ,0)\!\,} Zato je 0 (globalni) minimum kvadratne funkcije. Kvadrat {\displaystyle x^{2}\!\,} števila {\displaystyle x\!\,} je manjši od {\displaystyle x\!\,} (torej {\displaystyle x^{2}<x\!\,}), če in samo če je {\displaystyle 0<x<1\!\,}, torej če {\displaystyle x\!\,} pripada odprtemu intervalu {\displaystyle (0,1)\!\,}. To pomeni, da kvadrat celega števila ni nikoli manjši od prvotnega števila {\displaystyle x\!\,}.
Vsako pozitivno realno število je kvadrat natanko dveh števil, od katerih je eno strogo pozitivno in drugo strogo negativno. Nič je kvadrat samo enega števila, samega sebe ({\displaystyle 0^{2}=0\!\,}). To velja tudi za njen aditivni inverz ({\displaystyle -0^{2}=0\!\,}). To značilnost ima tudi število 1 ({\displaystyle 1^{2}=-1^{2}=1\!\,}). Zaradi tega je mogoče definirati funkcijo kvadratnega korena, ki nenegativnemu realnemu številu poveže nenegativno število, katerega kvadrat je prvotno število.
Iz negativnega števila v sistemu realnih števil ni mogoče izvesti kvadratnega korena, ker so kvadrati vseh realnih števil nenegativni. Pomanjkanje realnih kvadratnih korenov za negativna števila se lahko uporabi za razširitev sistema realnih števil na kompleksna števila, tako da se predpostavi imaginarno enoto {\displaystyle i\!\,}, ki je ena od kvadratnih korenov števila −1 ({\displaystyle i^{2}=-1\!\,}, {\displaystyle -i^{2}=1\!\,}).
Lastnost »vsako nenegativno realno število je kvadrat« je bila posplošena na pojem realnega zaprtega polja, ki je urejeno polje, v katerem je vsak nenegativni element kvadrat in vsak polinom lihe stopnje ima koren. Realnih zaprtih polj ni mogoče ločiti od polja realnih števil po njihovih algebrskih lastnostih: vsaka lastnost realnih števil, ki jo je mogoče izraziti v logiki prvega reda (torej s formulo, v kateri spremenljivke, ki so kvantificirane z {\displaystyle \forall \!\,} ali {\displaystyle \exists \!\,}, predstavljajo elemente, ne množic), velja za vsako realno zaprto polje, in obratno, vsaka lastnost logike prvega reda, ki velja za specifično realno zaprto polje, velja tudi za realna števila.

## V geometriji in topologiji
V geometriji obstaja več glavnih uporab kvadratne funkcije.
Ime kvadratne funkcije kaže na njen pomen pri definiciji površine: izhaja iz dejstva, da je površina kvadrata s stranicami dolžine {\displaystyle l\!\ } enaka {\displaystyle l^{2}\!\,}. Površina je kvadratno odvisna od velikosti: površina oblike, ki je {\displaystyle n\!\,}-krat večja, je {\displaystyle n^{2}\!\,}-krat večja. To velja tako za površine v treh razsežnostih kot tudi v ravnini – na primer, površina sfere je sorazmerna s kvadratom njenega polmera, kar se fizično kaže v obratnem kvadratnem zakonu, ki opisuje, kako se moč fizikalnih sil, kot je gravitacija, spreminja glede na razdaljo.
Kvadratna funkcija je povezana z razdaljo prek Pitagorovega izreka in njegove posplošitve, zakona paralelograma. Evklidska razdalja ni gladka funkcija: trirazsežni graf razdalje od negibne točke tvori stožec z negladko točko na vrhu stožca. Vendar pa je kvadrat razdalje (označen z {\displaystyle d^{2}\!\,} ali {\displaystyle r^{2}\!\,}), ki ima za graf paraboloid, gladka in analitična funkcija.
Skalarni produkt evklidskega vektorja s samim seboj je enak kvadratu njegove dolžine, saj je vmesni kot v tem primeru enak 0° ({\displaystyle \cos 0^{\circ }=1\!\,}), {\displaystyle \mathbf {\vec {v}} \cdot \mathbf {\vec {v}} =v^{2}\!\,}:
{\displaystyle \mathbf {\vec {v}} \cdot \mathbf {\vec {v}} =|\mathbf {\vec {v}} |~|\mathbf {\vec {v}} |~\cos \varphi =|\mathbf {\vec {v}} |^{2}=v^{2}\!\,.}
To se nadalje posploši na kvadratne forme v linearnih prostorih preko notranjega produkta. Tenzor vztrajnosti v mehaniki je zgled kvadratne forme. Prikazuje kvadratno razmerje med vztrajnostnim momentom in velikostjo (dolžino).
Obstaja neskončno mnogo pitagorejskih trojic, množic treh pozitivnih celih števil, pri katerih je vsota kvadratov prvih dveh enaka kvadratu tretjega. Vsaka od teh trojic daje celoštevilske stranice pravokotnega (pitagorejskega) trikotnika.

## V abstraktni algebri in teoriji števil
Kvadratna funkcija je definirana v poljubnem polju ali kolobarju. Element v sliki te funkcije se imenuje kvadrat, inverzne slike kvadrata pa kvadratni koreni.
Pojem kvadriranja je še posebej pomemben v končnih poljih {\displaystyle \mathbb {Z} /p\mathbb {Z} \!\,}, ki jih tvorijo števila po modulu lihega praštevila {\displaystyle p\!\,}. Neničelni element tega polja se imenuje kvadratni ostanek (residuum), če je kvadrat v {\displaystyle \mathbb {Z} /p\mathbb {Z} \!\,}, sicer pa se imenuje kvadratni neostanek. Ničla, čeprav je kvadrat, se ne šteje za kvadratni ostanek. Vsako končno polje te vrste ima natanko {\displaystyle (p-1)/2\!\,} kvadratnih ostankov in natanko {\displaystyle (p-1)/2\!\,} kvadratnih neostankov. Kvadratni ostanki tvorijo grupo pri množenju. Značilnosti kvadratnih ostankov se pogosto uporabljajo v teoriji števil.
Na splošno ima lahko kvadratna funkcija v kolobarjih različne lastnosti, ki se včasih uporabljajo za klasifikacijo kolobarjev.
Nič je lahko kvadrat nekaterih neničelnih elementov. Komutativni kolobar, pri katerem kvadrat neničelnega elementa nikoli ni nič, se imenuje reducirani kolobar. Bolj splošno, v komutativnem kolobarju je radikal ideala takšen ideal {\displaystyle I\!\,}, da za {\displaystyle x^{2}\in I\!\,} sovseblja {\displaystyle x\in I\!\,}. Oba pojma sta pomembna v algebrski geometriji zaradi Hilbertovega izreka o ničlah.
Element kolobarja, ki je enak svojemu kvadratu, se imenuje idempotent. V poljubnem kolobarju sta 0 in 1 idempotenta. V poljih in bolj splošno v integralskih domenah ni drugih idempotentov. Vendar pa ima kolobar celih števil po modulu {\displaystyle n\!\,} {\displaystyle 2k\!\,} idempotentov, kjer je {\displaystyle k\!\,} število različnih prafaktorjev {\displaystyle n\!\,}. Komutativni kolobar, v katerem je vsak element enak svojemu kvadratu (vsak element je idempotenten), se imenuje Boolov kolobar. Zgled iz računalništva je kolobar, katerega elementi so dvojiška števila, z bitnim IN kot operacijo množenja in bitnim XOR kot operacijo seštevanja.
V totalno urejenem kolobarju je {\displaystyle x^{2}\geq 0\!\,} za poljubni {\displaystyle x\!\,} Poleg tega je {\displaystyle x^{2}\!\,}, če in samo če je {\displaystyle x=0\!\,}.
V superkomutativni algebri kjer je število 2 invertibilno, je kvadrat poljubnega lihega elementa enak nič.
Če je {\displaystyle A\!\,} komutativna polgrupa, velja:
{\displaystyle \forall x,y\in A\quad (xy)^{2}=xyxy=xxyy=x^{2}y^{2}\!\,.}
V jeziku kvadratnih form ta enakost pravi, da je kvadratna funkcija »forma, ki omogoča kompozicijo«. Pravzaprav je kvadratna funkcija temelj, na katerem so konstruirane druge kvadratne forme, ki prav tako omogočajo kompozicijo. Postopek je uvedel Leonard Eugene Dickson za tvorbo oktonionov iz kvaternionov s podvajanjem. Metodo podvajanja je formaliziral Abraham Adrian Albert, ki je začel s poljem realnih števil {\displaystyle \mathbb {R} \!\,} in kvadratno funkcijo, jo podvojil, da je dobil polje kompleksnih števil s kvadratno formo {\displaystyle x^{2}+y^{2}\!\,}, nato pa jo je ponovno podvojil, da je dobil kvaternione. Postopek podvajanja se imenuje Cayley-Dicksonova konstrukcija in je bil posplošen za tvorbo algeber razsežnosti {\displaystyle 2n\!\,} nad poljem {\displaystyle F\!\,} z involucijo.
Kvadratna funkcija {\displaystyle z^{2}\!\,} je »norma« kompozicijske algebre {\displaystyle \mathbb {C} \!\,}, kjer identična funkcija tvori trivialno involucijo za začetek Cayley-Dicksonove konstrukcije, ki vodijo do bikompleksnih, bikvaternionskih in bioktonionskih kompozicijskih algebr.

## V kompleksnih številih
Pri kompleksnih številih je kvadratna funkcija {\displaystyle z\to z^{2}\!\,} dvojni krov v smislu, da ima vsako neničelno kompleksno število natanko dva kvadratna korena.
Kvadrat absolutne vrednosti kompleksnega števila se imenuje njegov absolutni kvadrat, kvadratni modul ali kvadrat magnitude. Je produkt kompleksnega števila z njegovim kompleksnim konjugatom in je enak vsoti kvadratov realnega in imaginarnega dela kompleksnega števila.
Absolutni kvadrat kompleksnega števila je vedno nenegativno realno število, torej nič, če in samo če je kompleksno število nič. Lažje ga je izračunati kot absolutno vrednost (brez kvadratnega korena) in je gladka funkcija z realno vrednostjo. Zaradi teh dveh lastnosti je absolutni kvadrat pogosto prednostnejši od absolutne vrednosti za eksplicitne izračune in kadar so vključene metode matematične analize (na primer optimiranje ali integriranje).
Za kompleksne vektorje je mogoče skalarni produkt definirati z uporabo konjugiranega transponiranja, kar vodi do kvadratne norme.

## Druge uporabe
Kvadrati so v algebri vseprisotni, bolj splošno v skoraj vsaki veji matematike, pa tudi v fiziki, kjer je veliko merskih enot definirano z uporabo kvadratov in obratnih kvadratov (glej  razdelek spodaj).
Metoda najmanjših kvadratov je standardna metoda, ki se uporablja pri predeterminiranih sistemih.
Kvadriranje se uporablja v statistiki in verjetnostnem računu za določanje standardnega odklona množice vrednosti ali slučajne spremenljivke. Odklon vsake vrednosti {\displaystyle x_{i}\!\,} od povprečja {\displaystyle {\overline {x}}\!\,} množice je definiran kot razlika {\displaystyle x_{i}-{\overline {x}}\!\,}. Ti odkloni se kvadrirajo, nato pa se vzame povprečje nove množice števil (vsako od njih je pozitivno). To povprečje je varianca, njegov kvadratni koren pa je standardni odklon.

### Sorodne enakosti
Algebrske (zahtevajo komutativni kolobar)
- Brahmaguptova enakost – povezana s kompleksnimi števili v zgoraj obravnavanem smislu
- Degenova enakost osmih kvadratov (en) – povezana z oktonioni na enak način
- razlika dveh kvadratov
- Eulerjeva enakost štirih kvadratov – povezana s kvaternioni na enak način
- Lagrangeeva enakost

Druge
- Parsevalova enakost (en)
- Pitagorova trigonometrična enakost (en)

### Sorodne fizikalne količine
- pospešek – dolžina na kvadrat časa
- sklopitvena konstanta – ima kvadratni električni naboj v imenovalcu in se lahko izrazi s kvadratom razdalje v števcu
- presek (en) – količina z razsežnostjo površine
- kinetična energija – kvadratna odvisnost od hitrosti
- specifična energija – količina z razsežnostjo kvadrata hitrosti